# Yuri Yegórov
Yuri Aleksándrovich Yegórov (en ruso: Юрий Александрович Егоров; Kazán, 28 de mayo de 1954 – Ámsterdam, 16 de abril de 1988) fue un pianista soviético.

## Estudios
Yegórov estudió en el Conservatorio de Kazán desde los seis años hasta los diecisiete. Una de sus primeras profesoras fue Irina Dubinina, quien se había formado con Yakov Zak.
Con diecisiete años, en 1971, participó en París en el Concurso Internacional Marguerite Long-Jacques Thibaud, donde quedó en cuarto lugar. Continuó sus estudios en el Conservatorio de Moscú con Yakov Zak. Yegórov permaneció seis años en el Conservatorio moscovita. En 1974, ganó la medalla de bronce en el Concurso Internacional Chaikovski de Moscú. En 1975, ganó el tercer premio en el Concurso Internacional de Música Reine-Élisabeth-de-Belgique.

## Exilio y carrera artística
Su disconformidad política y, sobre todo, la represión de la homosexualidad en la Unión Soviética (Yegórov era gay) le llevaron a tomar la decisión de exiliarse de su país. Lo hizo en 1976, en Roma, aprovechando su viaje para Europa para dar una gira de conciertos. Se trasladó a Ámsterdam, donde una noche conoció a un hombre en unos jardines públicos que se convertirá en su pareja más duradera.
En 1977 Yegórov participó en el Concurso Internacional de Piano Van Cliburn, que se celebra en Fort Worth, Texas. Pese a ser el favorito del público, Yegórov no pasó a la fase final, lo que provocó protestas. El empresario estadounidense Maxim Gershunoff entregó a Yegórov 10 000 dólares, el equivalente a haber ganado el primer premio (que ganó el pianista surafricano Steven DeGroote). Gracias al apoyo de Gershunoff, Yegórov pudo debutar en Nueva York, en el Alice Tully Hall del Lincoln Center (23 de enero de 1978). Tres meses más tarde lo hizo en Chicago, donde un crítico reseñó su actuación como «el debut de la década». Debutó en el Carnegie Hall el 16 de diciembre de 1978, de nuevo bajo la protección de Gershunoff, y su interpretación fue grabada en directo. El crítico de The New York Times, Harold C. Schonberg, alabó la libertad y originalidad del estilo interpretativo de Yegórov.
En agosto de 1979, la revista estadounidense Billboard incluyó dos álbumes de Yegórov en su lista de los LP más vendidos de música clásica. En la década de 1980 la carrera de Yegórov se desarrolló especialmente en Europa. Su último recital americano fue en Florida en 1986 y su último concierto en público lo realizó en el Concertgebouw de Ámsterdam el 27 de noviembre de 1987.
Yegórov está incluido en el libro Great Contemporary Pianists Speak for Themselves compilado por Elyse Mach. En él, habla con sinceridad de temas relacionados con la música y su vida, como los ensayos, los nervios antes de los conciertos, las restricciones artísticas en Rusia o la homosexualidad. Entre los pianistas que le han influido, cita a Sviatoslav Richter, Arturo Benedetti Michelangeli, Vladimir Horowitz, Glenn Gould y Dinu Lipatti. Respecto a este último, algunos críticos habían señalado un paralelismo entre el estilo interpretativo de Yegórov y de Lipatti. Adicionalmente, ambos dieron sus últimos conciertos a la edad de 33 años, conscientes de lo irreversible de sus enfermedades y de tener por delante pocos meses de vida.

## Grabaciones discográficas
Yegórov tuvo un contrato con la casa discográfica EMI, con la que grabó obras del gran repertorio pianístico, como Carnaval, op. 9 y Kreisleriana de Robert Schumann, los Estudios de Chopin o los Preludios de Debussy. También junto a la Orquesta Philharmonia y el director Wolfgang Sawallisch grabó conciertos para piano de Mozart (los números 17 y 20) y el Concierto para piano n.º 5, Emperador, de Beethoven. Con la violinista neerlandesa Emmy Verhey grabó música de cámara de Schubert, Brahms y Bartók.

## Discografía
| Año  | Compositor   | Obra | Lugar, Teatro                                                                | CD, LP o en la página web              |
| ---- | ------------ | --- | ---------------------------------------------------------------------------- | -------------------------------------- |
| 1974 | Chaikovski   | Las estaciones, 12 piezas características para piano op. 37b (1875-1876)                                            | VARA Estudio 1, Hilversum                                                    | Radio 4 Concerthuis                    |
| 1974 | Chaikovski   | Concierto para piano en mi bemol mayor, op. 75, Radio Filarmónico Orquesta, dir. Roberto Benzi                      | Concertgebouw, auditorio principal, Ámsterdam                                | Radio 4 Concerthuis                    |
| 1975 | Maes         | Concierto para piano, Orquesta Sinfónica RTBF, director: Irwin Hoffman                                              | Concurso Internacional de Música Reine-Élisabeth-de-Belgique, BOZAR Bruselas | Deutsche Grammophon 2530 602           |
| 1976 | Bach         | Concierto italiano en fa mayor BWV 971                                                                              | Concertgebouw, auditorio pequeño, Ámsterdam                                  | Radio 4 Concerthuis                    |
| 1976 | Bach         | El clave bien temperado, Libro 1: n.º 13 en fa sostenido mayor BWV 857                                              |                                                                              | CD Astoria Stereo DP 87001             |
| 1976 | Bach         | El clave bien temperado, Libro 1: n.º 24 en si menor BWV 869                                                        |                                                                              | CD Astoria Stereo DP 87001             |
| 1976 | Chopin       | Estudio en mi mayor op. 10 n.º 3 'Tristesse' o ‘L’ adieu’                                                           | Concertgebouw, auditorio principal, Ámsterdam                                | Radio 4 Concerthuis                    |
| 1976 | Chopin       | Estudio en do sostenido minor op. 10 n.º 4 ‘Torrent’                                                                | Concertgebouw auditorio principal, Ámsterdam                                 | Radio 4 Concerthuis                    |
| 1976 | Chopin       | Scherzo n.º 2 en si bemol menor op. 31                                                                              | Concertgebouw auditorio principal, Ámsterdam                                 | Radio 4 Concerthuis                    |
| 1976 | Saint-Saëns  | Concierto para piano n.º 2 en sol menor op. 22(1868), Orchestre Symphonique d’Ámsterdam, dir. Guido Aimone-Marsan   | Concertgebouw auditorio principal, Ámsterdam                                 | Radio 4 Concerthuis                    |
| 1976 | Scarlatti    | Sonata para clave en sol mayor K 125                                                                                | Concertgebouw auditorio principal, Ámsterdam                                 | Radio 4 Concerthuis                    |
| 1976 | Scarlatti    | Sonata para clave en re menor K 32                                                                                  | Concertgebouw auditorio principal, Ámsterdam                                 | Radio 4 Concerthuis                    |
| 1976 | Scarlatti    | Sonata para clave en la mayor K 322                                                                                 | Concertgebouw auditorio principal, Ámsterdam                                 | Radio 4 Concerthuis                    |
| 1976 | Scarlatti    | Sonata para clave en mi mayor K 380                                                                                 | Concertgebouw auditorio principal, Ámsterdam                                 | Radio 4 Concerthuis                    |
| 1976 | Scarlatti    | Sonata para clave en fa mayor K 518                                                                                 | Concertgebouw auditorio principal, Ámsterdam                                 | Radio 4 Concerthuis                    |
| 1976 | Scarlatti    | Sonata para clave en si menor K 87                                                                                  | Concertgebouw auditorio principal, Ámsterdam                                 | Radio 4 Concerthuis                    |
| 1978 | Bach         | Fantasía cromática y fuga en re menor BWV 903                                                                       | Carnegie Hall, Nueva York                                                    | EMI Classics 50999 2 06531 2 5         |
| 1978 | Beethoven    | Fantasía coral en do menor op. 80, Radio Filarmónico Orquesta, dir. Willem van Otterloo                             | Concertgebouw, auditorio principal, Ámsterdam                                | Radio 4 Concerthuis                    |
| 1978 | Beethoven    | Concierto para piano n.º 3 en do menor op. 37, Ámsterdam Filarmónico Orquesta, dir. Hans Vonk                       | Concertgebouw, auditorio principal, Ámsterdam                                | NOS                                    |
| 1978 | Chopin       | Estudio en mi mayor op. 10 n.º 3 'Tristesse' o ‘L’ adieu’                                                           | Carnegie Hall, Nueva York                                                    | EMI Classics 50999 2 06531 2 5         |
| 1978 | Chopin       | Estudio en sol bemol mayor op. 10 n.º 5 ‘La négresse’ y ‘Black keys’, es decir, ‘Teclas negras’                     | Carnegie Hall, Nueva York                                                    | EMI Classics 50999 2 06531 2 5         |
| 1978 | Chopin       | Fantasía para piano en fa menor / la bemol mayor op. 49                                                             | Carnegie Hall, Nueva York                                                    | EMI Classics 50999 2 06531 2 5         |
| 1978 | Liszt        | Grandes Études de Paganini S.141                                                                                    | Estudio de TV, Baden-Baden                                                   | Página web Yuri Yegórov Fundación      |
| 1978 | Mozart       | Fantasía para piano en do menor K.475                                                                               | Carnegie Hall, Nueva York                                                    | EMI Classics 50999 2 06531 2 5         |
| 1978 | Rajmáninov   | Rapsodia sobre un tema de Paganini op. 43, Radio Filarmónica Orquesta, dir. Willem van Otterloo                     | Concertgebouw auditorio principal, Ámsterdam                                 | Radio 4 Concerthuis                    |
| 1978 | Schumann     | Kreisleriana op. 16                                                                                                 | Concertgebouw auditorio pequeño, Ámsterdam                                   | EMI Classics 50999 2 06531 2 5         |
| 1978 | Schumann     | Novelletten op. 21 n.º 1 y 8                                                                                        | Concertgebouw auditorio pequeño, Ámsterdam                                   | EMI Classics 50999 2 06531 2 5         |
| 1979 | Chopin       | Estudios op. 10 y 25                                                                                                | Nueva York                                                                   | Musical Heritage Society 4493          |
| 1979 | Schumann     | Fantasía en do mayor op. 17                                                                                         | Países Bajos                                                                 | Globe GLO 6015                         |
| 1979 | Chaikovski   | Concierto para piano n.º 1 en si bemol menor op. 23, Orquesta del Concertgebouw, dir. Antal Doráti                  | RAI, Ámsterdam                                                               |                                        |
| 1980 | Bach         | Partita n.º 6 BWV 830                                                                                               | Concertgebouw auditorio principal, Ámsterdam                                 | Legacy 2 Canal Grande CG 9214          |
| 1980 | Bartók       | Sonata para piano (1926) BB 88                                                                                      | Concertgebouw auditorio principal, Ámsterdam                                 | Legacy 2 Canal Grande CG 9214          |
| 1980 | Chopin       | Estudios op. 10 | Concertgebouw auditorio principal, Ámsterdam                                 | Legacy 2 Canal Grande CG 9214          |
| 1981 | Bartók       | Sonata para violín y piano n.° 2 (1923), Emmy Verhey, violín                                                        | Concertgebouw auditorio pequeño, Ámsterdam                                   | MP3 Descargar                          |
| 1981 | Brahms       | Sonata para violín n.º 3 en re menor op. 108 (1886/88) Emmy Verhey, violín                                          | Concertgebouw auditorio pequeño, Ámsterdam                                   | MP3 Descargar                          |
| 1981 | Chopin       | Fantasía para piano en fa menor / la bemol mayor op. 49                                                             | Estudios Abbey Road, Londres                                                 | EMI Classics 50999 2 06531 2 5         |
| 1981 | Chopin       | Nocturno en re bemol mayor op. 27 n.º 2                                                                             | Estudios Abbey Road, Londres                                                 | EMI Classics 50999 2 06531 2 5         |
| 1981 | Chopin       | Nocturno en do sostenido menor op. póstumamente n.º 1                                                               | Estudios Abbey Road, Londres                                                 | EMI Classics 50999 2 06531 2 5         |
| 1981 | Chopin       | Nocturno en fa sostenido mayor op. 15 n.º 2                                                                         | Estudios Abbey Road, Londres                                                 | EMI Classics 50999 2 06531 2 5         |
| 1981 | Chopin       | Scherzo n.º 2 en si bemol menor op. 31                                                                              | Estudios Abbey Road, Londres                                                 | EMI Classics 50999 2 06531 2 5         |
| 1981 | Haydn        | Sonata n.º 33 Hoboken XVI/20                                                                                        | Concertgebouw auditorio principal, Ámsterdam                                 | Legacy 4 Canal Grande CG 9216          |
| 1981 | Prokófiev    | Sonata para piano en si bemol mayor n.º 8 op. 84 (1939-1944)                                                        | Concertgebouw auditorio principal, Ámsterdam                                 | Legacy 3 Canal Grande CG 9215          |
| 1981 | Schubert     | Sonata para violín y piano en la mayor DV 574 (1817), Emmy Verhey, violín                                           | Concertgebouw auditorio pequeño, Ámsterdam                                   | MP3 Descargar                          |
| 1981 | Schumann     | Papillons (Mariposas) op. 2                                                                                         | Concertgebouw auditorio pequeño, Ámsterdam                                   | EMI Classics 50999 2 06531 2 5         |
| 1982 | Beethoven    | Andante Favori en Fa mayor                                                                                          | Concertgebouw auditorio principal, Ámsterdam                                 | Legacy 4 Canal Grande CG 9216          |
| 1982 | Beethoven    | Concierto para piano n.º 5 en mi bemol mayor op. 73 'El Emperador', Orquesta Philharmonia, dir. Wolfgang Sawallisch | Estudios Abbey Road, Londres                                                 | EMI Classics 50999 2 06531 2 5         |
| 1982 | Chopin       | Concierto para piano n.º 2 en fa menor, op. 21, Utrecht Sinfónico Orquesta, dir. David Zinman                       | Concertgebouw auditorio principal, Ámsterdam                                 | Veronica Merken BV                     |
| 1982 | Chopin       | Balada para piano n.º 1 en sol menor op. 23                                                                         | Estudios Abbey Road, Londres                                                 | EMI Classics 50999 2 06531 2 5         |
| 1982 | Schubert     | Sonata para piano n.º 9 en do menor D.958                                                                           | Concertgebouw auditorio principal, Ámsterdam                                 | ET'CETERA KTC 1468                     |
| 1982 | Schumann     | Carnaval op. 9 | EMI Records Ltd.                                                             | EMI Classics 50999 2 06531 2 5         |
| 1982 | Schumann     | Toccata op. 7 | EMI Records Ltd.                                                             | EMI Classics 50999 2 06531 2 5         |
| 1982 | Brahms       | Concierto para piano n.º 1 en re menor op. 15, Utrecht sinfónico orquesta, dir. David Zinman                        | Concertgebouw auditorio principal, Ámsterdam                                 |                                        |
| 1983 | Brahms       | Seis piezas para piano: Intermezzo en la menor op. 118 n.º 1                                                        | TROS                                                                         | Philips Essential Recordings 464 375-2 |
| 1983 | Brahms       | Seis piezas para piano: Intermezzo en la mayor op. 118 n.º 2                                                        | TROS                                                                         | Philips Essential Recordings 464 375-2 |
| 1983 | Brahms       | Seis piezas para piano: Intermezzo en fa menor op. 118 n.º 4                                                        | TROS                                                                         | Philips Essential Recordings 464 375-2 |
| 1983 | Debussy      | Estampes para piano (1903) L 100                                                                                    | Estudios Abbey Road, Londres                                                 | EMI Classics 50999 2 06531 2 5         |
| 1983 | Debussy      | Images – Libro 1, N.º1 Reflets dans l'eau L 110                                                                     | Estudios Abbey Road, Londres                                                 | EMI Classics 50999 2 06531 2 5         |
| 1983 | Debussy      | Preludios para piano Libro 1 y 2 L 117 y L 123                                                                      | Estudios Abbey Road, Londres                                                 | EMI Classics 50999 2 06531 2 5         |
| 1983 | Shostakóvich | Sonata n.º 2 op. 64 (1942)                                                                                          | Concertgebouw auditorio principal, Ámsterdam                                 | Legacy 3 Canal Grande CG 9215          |
| 1985 | Mozart       | Concierto para piano n.º 17 en sol mayor K 453, Orquesta Philharmonia, dir. Wolfgang Sawallisch                     | Estudios Abbey Road, Londres                                                 | EMI Classics 50999 2 06531 2 5         |
| 1985 | Mozart       | Concierto para piano n.º 20 en re menor K 466, Orquesta Philharmonia, dir. Wolfgang Sawallisch                      | Estudios Abbey Road, Londres                                                 | EMI Classics 50999 2 06531 2 5         |
| 1985 | Schumann     | Arabeske op. 18 | Estudios Abbey Road, Londres                                                 | EMI Classics 50999 2 06531 2 5         |
| 1985 | Schumann     | Bunte Blätter op. 99                                                                                                | Estudios Abbey Road, Londres                                                 | EMI Classics 50999 2 06531 2 5         |
| 1986 | Babadjanjan  | Bilder für piano (1965)                                                                                             | De IJsbreker, Ámsterdam                                                      | Legacy 3 Canal Grande CG 9215          |
| 1987 | Beethoven    | Andante Favori en fa mayor                                                                                          | VARA Estudio 1, Hilversum                                                    | Legacy 4 Canal Grande CG 9216          |
| 1987 | Brahms       | Quinteto para piano en fa menor op. 34. Cuarteto Glinka                                                             | Concertgebouw auditorio pequeño, Ámsterdam                                   | Radio 4 Concerthuis                    |
| 1987 | Ravel        | Miroirs (Espejos)                                                                                                   | De IJsbreker, Ámsterdam                                                      |                                        |
| 1987 | Schubert     | Quinteto para piano en la mayor ‘La trucha’ D.667, Orlando Quartetto                                                | Concertgebouw auditorio pequeño, Ámsterdam                                   | NCRV                                   |
| 1987 | Schubert     | Seis momentos musicales DV 780                                                                                      | Concertgebouw auditorio pequeño, Ámsterdam                                   | ET'CETERA KTC 1468                     |
| 1988 | Brahms       | Seis piezas para piano op. 118                                                                                      | Grabación privada                                                            | Página web Yuri Yegórov Fundación      |

## Muerte y publicaciones póstumas

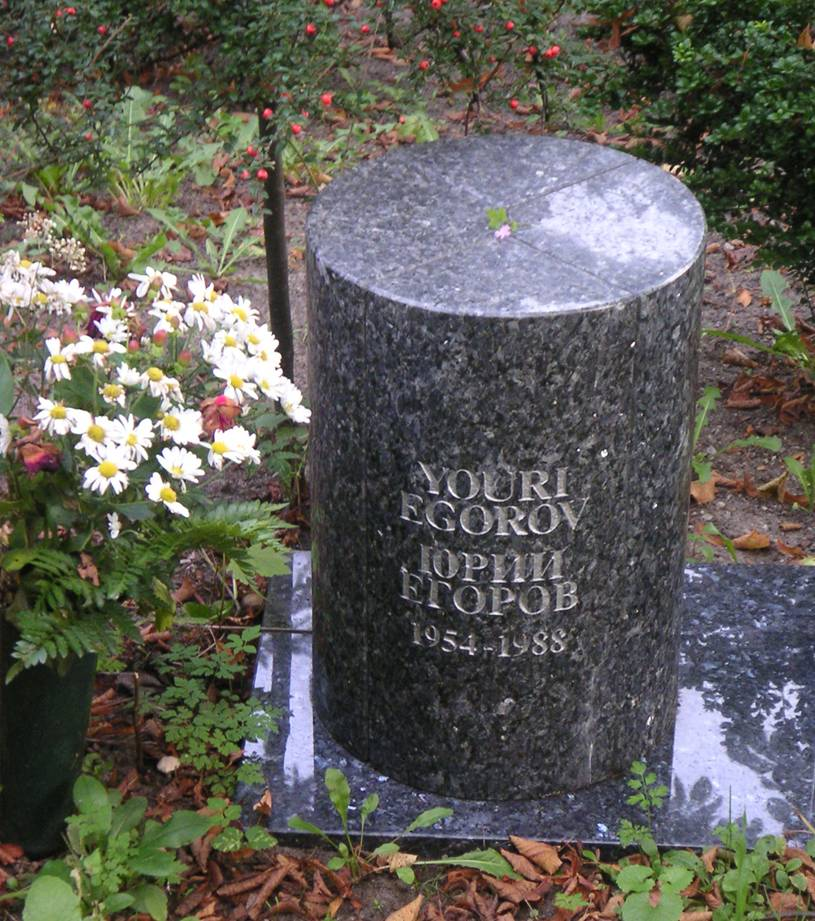
Cipo en memoria de Yegórov en el cementerio Westerveld.

Yegórov murió con 33 años de edad en su casa de Ámsterdam, enfermo de sida. Está enterrado en el cementerio Westerveld, en Driehuis.
Hasta el momento de su muerte, había publicado catorce grabaciones discográficas. Su disco póstumo Legacy 2: Youri Egorov recibió el  "Perfect Five-Star Rating" de la CD Review Magazine.
Eline Flipse realizó en 1989 un documental sobre Yuri Yegórov. Lo produjo para VPRO Television y su título fue Youri Egorov 1954 - 1988. Este documental ganó el Premio Especial del Jurado en el BANFF-televisiefestival de Canadá y optó en 1990 al Prix Italia.